# Правителство на Социалистическа република Македония (15)
Петнадесетото правителство на Социалистическа република Македония е формирано на 28 април 1978 година. Изпълнителният съвет остава на власт до 28 април 1982 година.

## Състав на Изпълнителния съвет
Съставът на правителството е следният:
- Благой Попов – председател
- Миле Арнаутовски – член и републикански секретар за народна отбрана
- Мирко Буневски – член и републикански секретар за вътрешни работи
- Георги Цаца – член и републикански секретар за правосъдие
- Ристо Филиповски – член и републикански секретар за финанси
- Дургут Едиповски – член и републикански секретар за общостопански работи и пазар
- Любомир Коруновски – член и републикански секретар за индустрия
- Христо Христоманов – член и републикански секретар за земеделие и гори
- Александър Варналиев – член и републикански секретар за транспорт и връзки
- Тахир Кадриу – член и републикански секретар по икономическите въпроси с чужбина
- Томислав Папеш – член и републикански секретар за урбанизъм, жилищни и комунални въпроси
- Андон Мойсов – член и републикански секретар на труда
- Анатоли Дамяновски – член и републикански секретар за образование и наука
- д-р Георги Поповски – член и републикански секретар за култура
- Петър Джундев – член и републикански секретар на здравеопазване и социална политика
- Томислав Симовски – член и републикански секретар по международните връзки
- Радуле Костовски – член и републикански секретар на информация
- Владимир Митков – член и републикански секретар за законодателство и организация
- Павле Тасевски – член и директор на Републиканския институт за обществено планиране
- Вера Димитрова – член
- Стефан Георгиевски – член
- Гога Николовски – член
- Хисен Рамадани – член
- Вулнет Старова – член
- Васил Туджаров – член
- Милан Хорват – член